# Synagoga w Królewcu
Synagoga w Królewcu (ros. Синагога в Калининграде, niem. Synagoge in Königsberg) – nieistniejąca synagoga, znajdowała się w Królewcu przy ulicy Lindenstraße (obecnie: Oktjabrskaja).

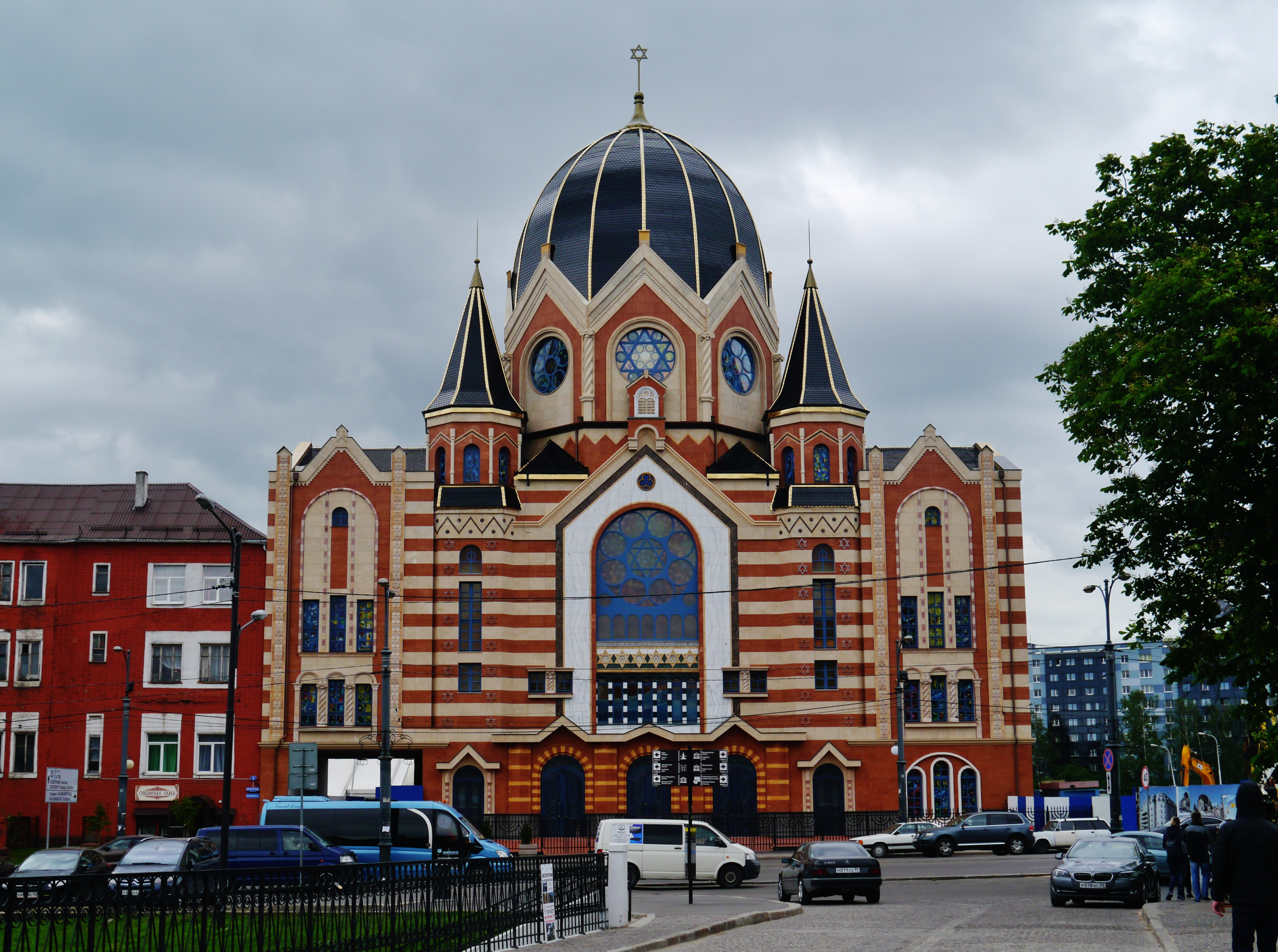
Nowa synagoga, rok 2019

Synagoga została zbudowana w 1896 roku. Podczas nocy kryształowej z 9 na 10 listopada 1938 roku bojówki nazistowskie spaliły synagogę. W tym samym miejscu zbudowano nową świątynię, którą otwarto w 2018.